# Lissonota crevieri
Lissonota crevieri là một loài tò vò trong họ Ichneumonidae.